# (2284) San Juan
(2284) San Juan est un astéroïde de la ceinture principale.

## Description
(2284) San Juan est un astéroïde de la ceinture principale. Il fut découvert le 10 octobre 1974 à El Leoncito par l'Observatoire Félix-Aguilar. Il présente une orbite caractérisée par un demi-grand axe de 2,33 UA, une excentricité de 0,05 et une inclinaison de 5,3° par rapport à l'écliptique.

## Compléments